# Columbia Eneutseak
Columbia Eneutseak (16 janvier 1893 - 16 août 1959), également présentée comme Nancy Columbia et Nancy Eneutseak, est une interprète américaine de films muets, connue pour avoir écrit et joué dans The Way of the Eskimo (1911).

## Biographie
Nancy Helena Columbia Palmer, fille d'Esther Eneutseak, naît à l'Exposition universelle de Chicago en 1893. Sa famille Inuit, du Labrador, avait été recrutée pour participer à village ethnographique Eskimo Village à l'exposition. Considérée comme le premier enfant inuit à naître aux États-Unis, elle est nommée Nancy Columbia par Bertha Honore Palmer, une femme blanche chef du conseil d'administration de l'exposition.

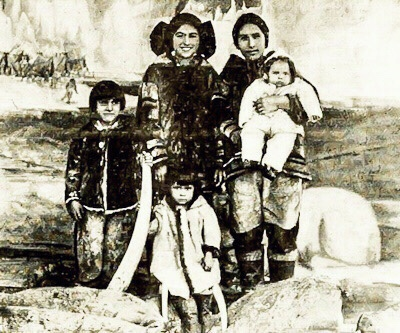
Columbia Eneutseak, au centre, avec sa mère et ses trois frères et sœurs plus jeunes, d'après une publication de 1911.

Columbia Eneutseak apparaît enfant dans des expositions similaires à la Cotton States and International Exposition à Atlanta en 1895, à la Pan-American Exposition à Buffalo, en 1901, et dans divers spectacles itinérants avec les compagnies de cirque Barnum & Bailey et Ringling, ainsi qu'à Coney Island. Elle vit à New York à partir de 1895. De 1899 à 1901, elle est recrutée pour une tournée en Angleterre, en Espagne, en France, en Italie et en Afrique du Nord. En 1904, elle fait partie du village inuit (appelé esquimau à l'époque) à la Louisiana Purchase Exposition à Saint-Louis.
En 1909, Columbia à 16 ans est élue Reine du Carnaval à l'Exposition Alaska-Yukon-Pacifique à Seattle. Elle devient célèbre. Elle fait la une des journaux, on la retrouve dans les manuels de géographie à l’intention des élèves du primaire, on imprime même des cartes postales à son effigie. Peu de temps après, Columbia apparaît dans The Way of the Eskimo de la Selig Polyscope Company (1911, film maintenant perdu) basé sur une histoire qu'elle a écrite alors qu'elle était adolescente. Elle joue également dans Lost in the Arctic (1911), The Seminole's Sacrifice (1911), The Witch of the Everglades (1911), Life on the Border (1911), God's Country and the Woman (1916), The Flame of the Yukon (1917) et Le Dernier des Mohicans (1920).
En 1915, après avoir participé à l'Exposition internationale Panama-Pacifique à San Francisco, Columbia Eneutseak et sa famille déménagent à Santa Monica, en Californie, pour y créer un Eskimo Village sur la jetée d'Ocean Park de la ville. Sa mère, Esther, devient consultante à Hollywood en matière de scénario, de costumes et de décors pour les films qui se déroulent dans l'Arctique. Columbia quant à elle se retire en 1923 après la destruction de la jetée dans un incendie. Elle gère un immeuble d'appartements dans le sud de la Californie.
Elle épouse le projectionniste Raymond Melling dans les années 1920; ils ont une fille, Esther Sue Melling, née en 1927, qui épousera l'acteur Ross Elliott en 1954. Nancy Columbia Eneutseak meurt le 16 août 1959 à l’âge de 66 ans, à Los Angeles. Sa mère Esther meurt deux ans plus tard à l'âge de 84 ans. De 2014 à 2018, une exposition sur les Eneutseak est présentée au Velaslavasay Panorama à Los Angeles.

## Source
- Serge Bouchard et Marie-Christine Lévesque, Elles ont fait l'Amérique, Lux, 2011 (ISBN 9782895960973), p. 224-247.